# 니콜라스 가르시아
니콜라스 가르시아 에메(스페인어: Nicolás García Hemme, 1988년 6월 20일~)는 스페인의 태권도 선수이다. 2012년 하계 올림픽에서 남자 웰터급 은메달을 획득했으며, 세계 선수권 대회에서 은메달 1개, 동메달 1개, 유럽 선수권 대회에서 은메달 1개, 동메달 1개를 획득했다.

## 같이 보기
- 올림픽 태권도 메달리스트 목록